# 林裕展
林裕展（1972年12月15日—）是台灣的新聞主播。畢業於私立文藻外國語文專科學校英國語文科（副修德文）、澳洲墨爾本Swinburne大學大眾傳播學系及語言學系學士、國立政治大學新聞學系碩士、國立台灣大學生物產業傳播暨發展學系博士。曾任台視新聞記者、主播及新聞部製作人；第21屆金曲獎頒獎典禮司儀。其妻鄭怡軒曾經擔任中視新聞主播，現任職於國立中山大學。
2010年7月中旬離開台視，現況轉戰學術界發展。現任文藻外語大學傳播藝術系專任助理教授，另兼國際暨兩岸合作處主管、公關室主任。

## 經歷
- 文藻外語學院合唱團團長[1]
- 美加文教機構托福英語講師
- 東森新聞台記者
- 台視記者、主播、製作人
- 僑務委員會宏觀電視專案新聞組組長

## 曾擔任播報節目
| 時間                        | 頻道           | 節目                  | 備註                                      |
| 時間不明                    | 台視主頻       | 《台視英語新聞》      | 與周季薇合播                              |
| 時間待查                    | 台視主頻       | 《TAIWAN OUTLOOK》    | 兼任製作人                                |
| 時間待查                    | 台視主頻       | 《早安您好─台視新聞》 | 兼任製作人                                |
| 時間待查                    | 台視主頻       | 《台視1200午間新聞》  |                                           |
| 時間待查─2007年8月10日      | 台視主頻       | 《午安您好─台視新聞》 |                                           |
| 時間不明                    | 台視財經台     | 《1700整點新聞》      |                                           |
| 時間待查                    | 台視財經台     | 《1400整點新聞》      |                                           |
| 時間不定                    | 台視財經台     | 《股市即時通》        | 與劉孟竹、石曉茜輪播                      |
| 時間不明─2010年2月26日      | 台視健康娛樂台 | 《樂活新聞》          |                                           |
| 2008年9月6日─2008年12月20日 | 台視主頻       | 《法律生活補給站》    |                                           |
| 2010年3月5日─2010年5月28日  | 台視主頻       | 《新聞大追擊》        | 與姚佳倩搭檔主持，6月開始由姚佳倩單獨主持 |

## 廣告代言
- 婦協無線計程車電台